# Сутеев, Вячеслав Григорьевич
Вячесла́в Григо́рьевич Суте́ев (21 июня 1904, Москва — 1993, там же) — советский режиссёр научно-популярного и документального кино.
Младший брат Владимира Сутеева.

## Биография
Родился в Москве в семье врача Г. О. Сутеева. В 1924 году поступил в Государственный техникум кинематографии (ГТК). Параллельно с ним учились его брат Владимир Сутеев и двоюродный брат Дмитрий Боголепов, впоследствии тоже режиссёр научно-популярного кино. После окончания ГТК в 1927 году сперва работал как актёр на объединённой Московской фабрике «Совкино». С 1932 года — режиссёр научного кино. Начинал

…снимая фильмы о спорте, и лишь затем переключился на родственный им по некоторым параметрам жанр военно-учебных лент.
— Александр Зумпф, «Пережить войну. Киноиндустрия в СССР, 1939—1949 годы» 2018
С 1933 года — режиссёр на «Мостехфильме», учреждённом Всесоюзным государственным трестом по производству учебных, научных и технических фильмов «Союзтехфильм» (в дальнейшем — «Главтехфильм»).
Из-за начавшейся войны в конце 1941 года вместе с «Воентехфильмом» (студии поменяли название с января 1941 года) уехал в эвакуацию, чтобы продолжить выпуск фильмов.
C 1945 года — режиссёр на «Моснаучфильме» («Центрнаучфильм» — с 1966 года).

Самим В. Сутеевым в конце 40-х гг. XX в. было снято два учебных фильма «Техника классической борьбы» и «Методика обучения и тренировки в борьбе». Главным консультантом на съёмках выступал известный спортивный журналист, начинавший работать на этом поприще ещё до революции, Б. М. Чесноков, а снимались чемпионы Европы и Союза Н. Белов и К. Коберидзе. Подробно, с применением стоп-кадра и рапида, снимались все приёмы борьбы, положение рук при захвате, позы и т. д.
— Константин Алексеев и Сергей Ильченко, «Эпоха кино и радио в спортивной журналистике» 2016
Позже подробные фильмы в деталях были сняты им и о лыжниках, гимнастах, велогонщиках.
Сутеев имел репутацию ведущего режиссёра спортивного кино, публиковался в журнале «Физкультура и спорт», участвовал в кинофестивалях (XXI Международный фестиваль спортивного кино в Кортина д’Ампеццо).
С 1966 года — художественный руководитель 7-го творческого объединения рекламных фильмов на «Центрнаучфильме».
Член Союза кинематографистов СССР (Москва) и Союза кинематографистов России.
Похоронен на Кунцевском кладбище (колумбарий № 3, секция № 6).

### Семья
- отец — Григорий Осипович Сутеев (1879—1960), выпускник Московского университета, дерматовенеролог, миколог, заведующий венерологической секцией Мосгорздравотдела, доктор медицинских наук, профессор, лауреат Сталинской премии за вклад в исследование актиномикоза[9];
- мать — Зинаида Васильевна Сутеева (урождённая Полянина) (1886— ?);
- брат — Владимир Григорьевич Сутеев (1903—1993), художник-иллюстратор, режиссёр-мультипликатор, писатель, сценарист;
- жена — Долли (Дебора) Шапиро (1908—1993), педагог во ВГИКе[7].

## Фильмография
Режиссёр
- 1935 — В тылу врага
- 1937 — Прыжок с шестом
- 1940 — Лыжный спорт[10]
- 1941 — Уничтожай танки врага (совместно с В. Шнейдеровым)[11]
- 1942 — Грозное оружие (совместно с В. Шнейдеровым)[12]
- 1942 — Невидимый боец
- 1943 — Завод на фронте
- 1943 — Немецкая оборона и её преодоление (совместно с В. Шнейдеровым)
- 1947 — Зимний спорт в Москве (совместно с Д. Боголеповым)
- 1949 — Московский стадион «Динамо» (совместно с Д. Боголеповым)[13]
- 1952 — Горные реки Кабарды
- 1955 — Лёгкая атлетика. Техника бега
- 1955 — Путь артиста / Народный артист Н. П. Хмелёв[14]
- 1958 — Прыжки на лыжах с трамплина
- 1959 — Власть над веществом
- 1963 — Академическая гребля
- 1963 — Техника лыжника-гонщика
- 1963 — Чехословакия встречает «Чайку» (совместно с Д. Боголеповым)
- 1964 — Африканские встречи
- 1964 — Десятиборцы[15]
- 1964 — Искусство фигуристов[16]
- 1964 — На шведской земле
- 1967 — Борьба самбо (приз III Всесоюзного кинофестиваля в Ленинграде, 1968)[2]
- 1972 — Станки с программным управлением
- 1975 — Красный пролетарий[17]
- Водный спорт в Москве (совместно с Д. Боголеповым)[18]
- Методика обучения и тренировки в борьбе[5]
- Техника классической борьбы[5]

Сценарист
- 1937 — Прыжок с шестом
- 1964 — Академическая гребля

Актёр
- 1930 — Неизвестное лицо / Неизвестный — Кузя, матрос[19]

## Избранная библиография
- Зритель видит детали. Заметки кинорежиссёра // Физкультура и спорт : журнал. — 1949. — Февраль (№ 2).

## Награды
- орден Красной Звезды (14 апреля 1944)[20][21];
- награда I Всесоюзного фестиваля спортивных фильмов в Москве (1967) за фильм «Техника лыжника-гонщика» (1963), как лучшему учебному фильму[22];
- орден Отечественной войны II степени (1985)[23][комм. 2].

## Комментарии
1. ↑  Авторы исследований новейшего времени называют иную дату начала режиссёрской карьеры В. Г. Сутеева — 1929 год[3].
2. ↑  Сайт «Память народа» Министерства обороны РФ ошибочно «объединил» страницы братьев Сутеевых, Владимира и Вячеслава, указывая две даты рождения — 5 июля 1903 и 21 июня 1904 соответственно. Принадлежит ли указанный юбилейный орден Отечественной войны II степени каждому из них, доныне неизвестно[24].